# Żleb Krygowskiego

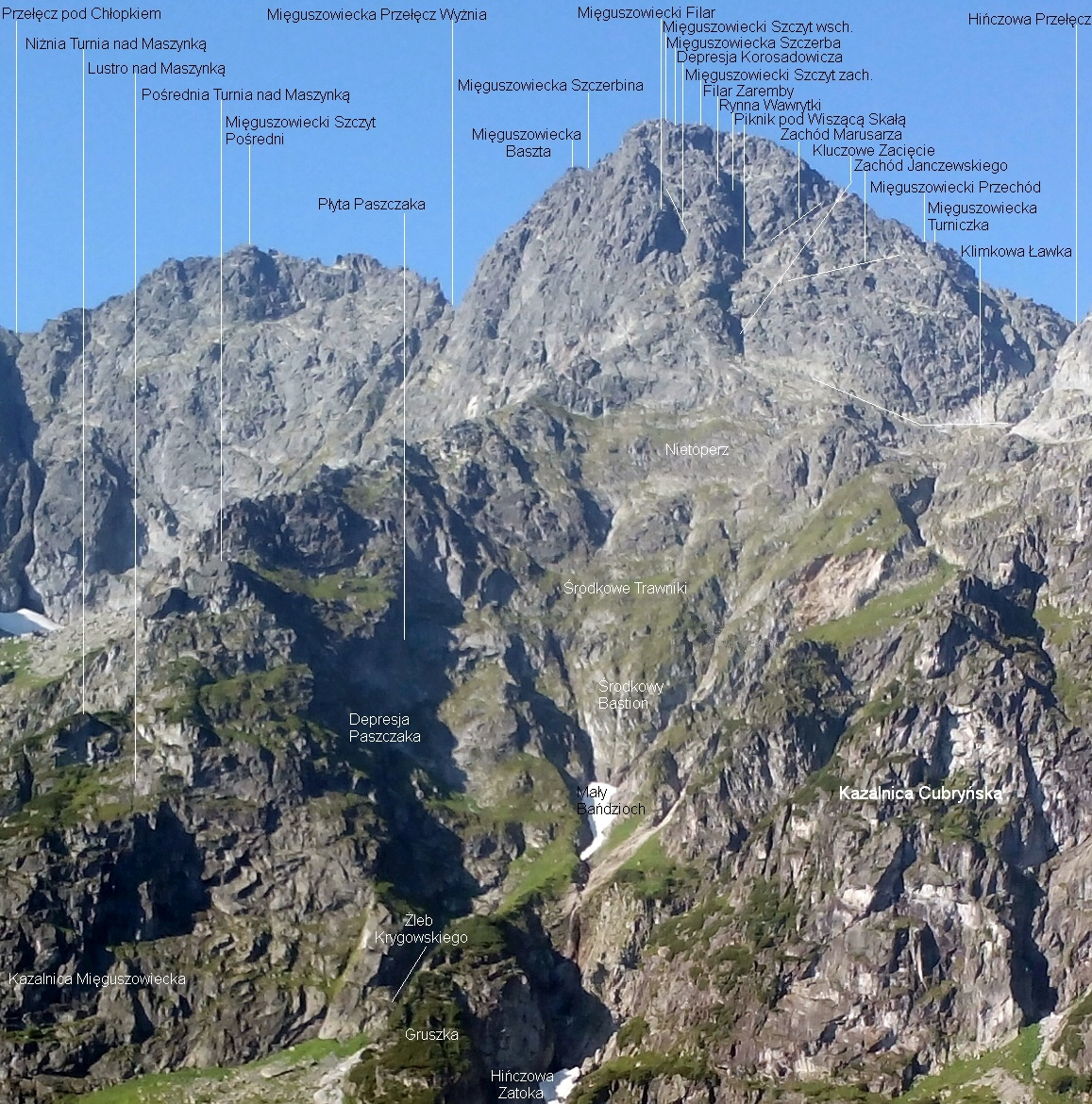
Formacje skalne na północnej ścianie Mięguszowieckiego Szczytu

Żleb Krygowskiego – żleb nad Morskim Okiem u podnóży północnej ściany Mięguszowieckiego Szczytu w polskich Tatrach Wysokich. Jest dolną częścią Depresji Paszczaka. Wcina się między Gruszkę i Czołówkę MSW, a u jego wylotu znajduje się wielki Skalnisty Piarg usypany z materiału skalnego znoszonego Depresją Paszczaka i Żlebem Krygowskiego.
Dość często Żleb Krygowskiego określany jest jako część Małego Bańdziocha. Jest to błąd. Odchodząca od górnej części Gruszki Szypułka i grzęda będąca jej górnym przedłużeniem oddzielają Małego Bańdziocha od Depresji Paszczaka. Woda z Małego Bańdziocha nie spływa Żlebem Krygowskiego, lecz do Hińczowej Zatoki po drugiej stronie Gruszki. Źródłem błędu jest fakt, że taternicy bywają tutaj głównie zimą, gdy teren jest wyrównany przez wielkie masy śniegu, spod którego Szypułka jest niewidoczna.
Autorem nazwy żlebu jest Władysław Cywiński. Nazwą żlebu upamiętnił taternika Stanisława Krygowskiego, który wraz z przewodnikami Jędrzejem Marusarzem Jarząbkiem i Janem Stopką Ceberniakiem młodszym 2 sierpnia 1906 r. jako pierwszy przeszedł tym żlebem podczas wejścia na Mięguszowiecki Szczyt (tzw. Drogą klasyczną). Żlebem Krygowskiego prowadzą także inne drogi wspinaczkowe na północnej ścianie Mięguszowieckiego Szczytu.